# Сипіткі
Сипіткі (пол. Sypitki, нім. Sypittken, 1938-45: Vierbrücken) — село в Польщі, у гміні Каліново Елцького повіту Вармінсько-Мазурського воєводства.
Населення — 202 особи (2011).
У 1975-1998 роках село належало до Сувальського воєводства.

## Демографія
Демографічна структура станом на 31 березня 2011 року:
|          | Загалом | Допрацездатний вік | Працездатний вік | Постпрацездатний вік |
| -------- | ------- | ------------------ | ---------------- | -------------------- |
| Чоловіки | 101     | 21                 | 69               | 11                   |
| Жінки    | 101     | 23                 | 51               | 27                   |
| Разом    | 202     | 44                 | 120              | 38                   |